# Pleonotoma variabilis
Pleonotoma variabilis là một loài thực vật có hoa trong họ Chùm ớt. Loài này được (Jacq.) Miers miêu tả khoa học đầu tiên năm 1863.